# Kassenärztliche Vereinigung Hamburg

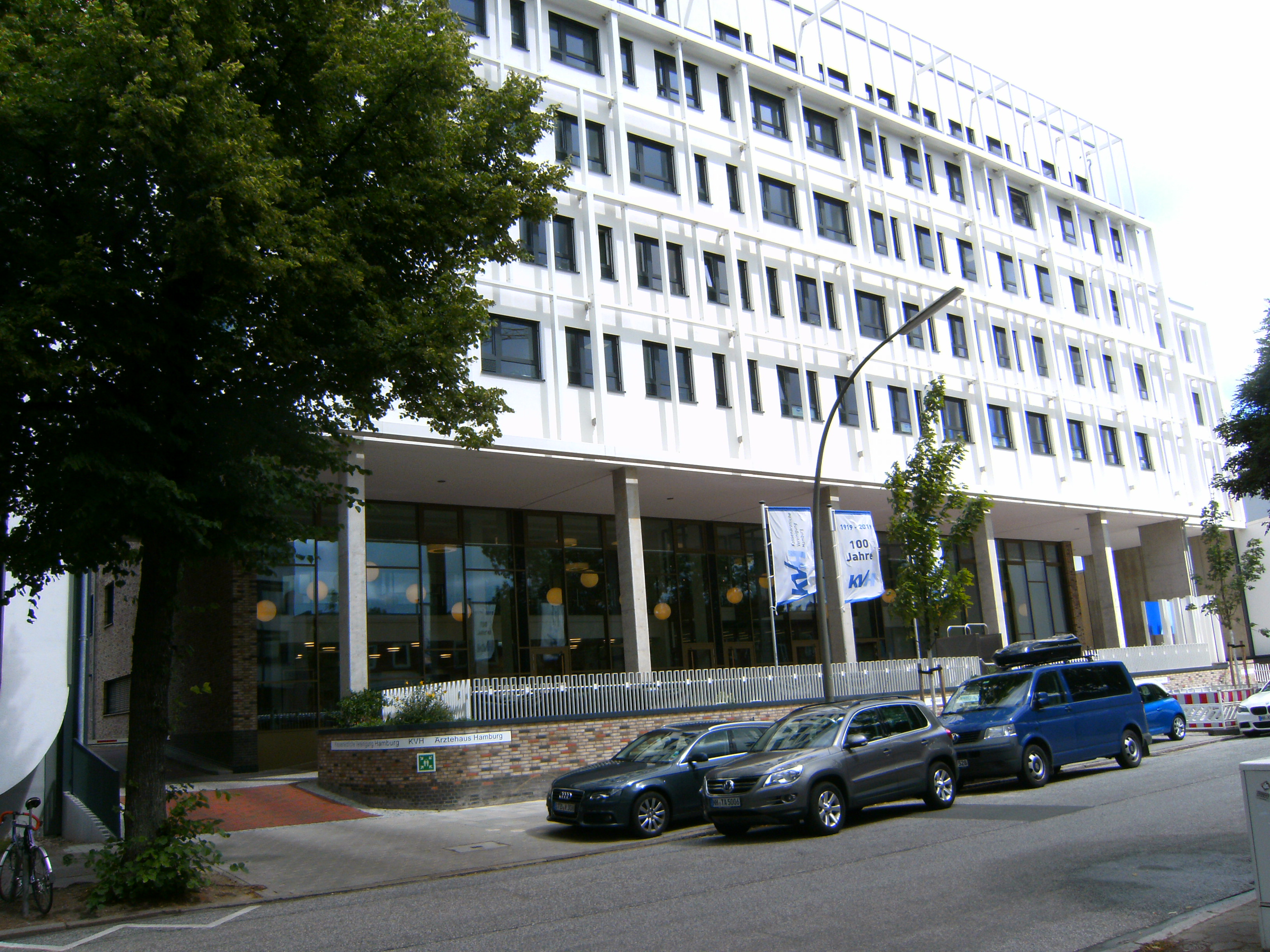
Hamburg, Humboldtstraße 56: Gebäude der Kassenärztlichen Vereinigung Hamburg, Neubau von 2017, Frontalansicht

Die Kassenärztliche Vereinigung Hamburg ist eine Körperschaft öffentlichen Rechts in der Humboldtstraße (Hamburg) 56. Sie ist die Interessenvertretung der Hamburger Vertragsärzte und Vertragspsychotherapeuten gegenüber den Hamburger Krankenkassenverbänden für das Gebiet des Stadtstaates Hamburg. Sie organisiert den ärztlichen Notfalldienst, die Honorierung der ärztlichen Leistungen und die Versorgung der Stadtteile mit Ärzten in Hamburg.

## Geschichte

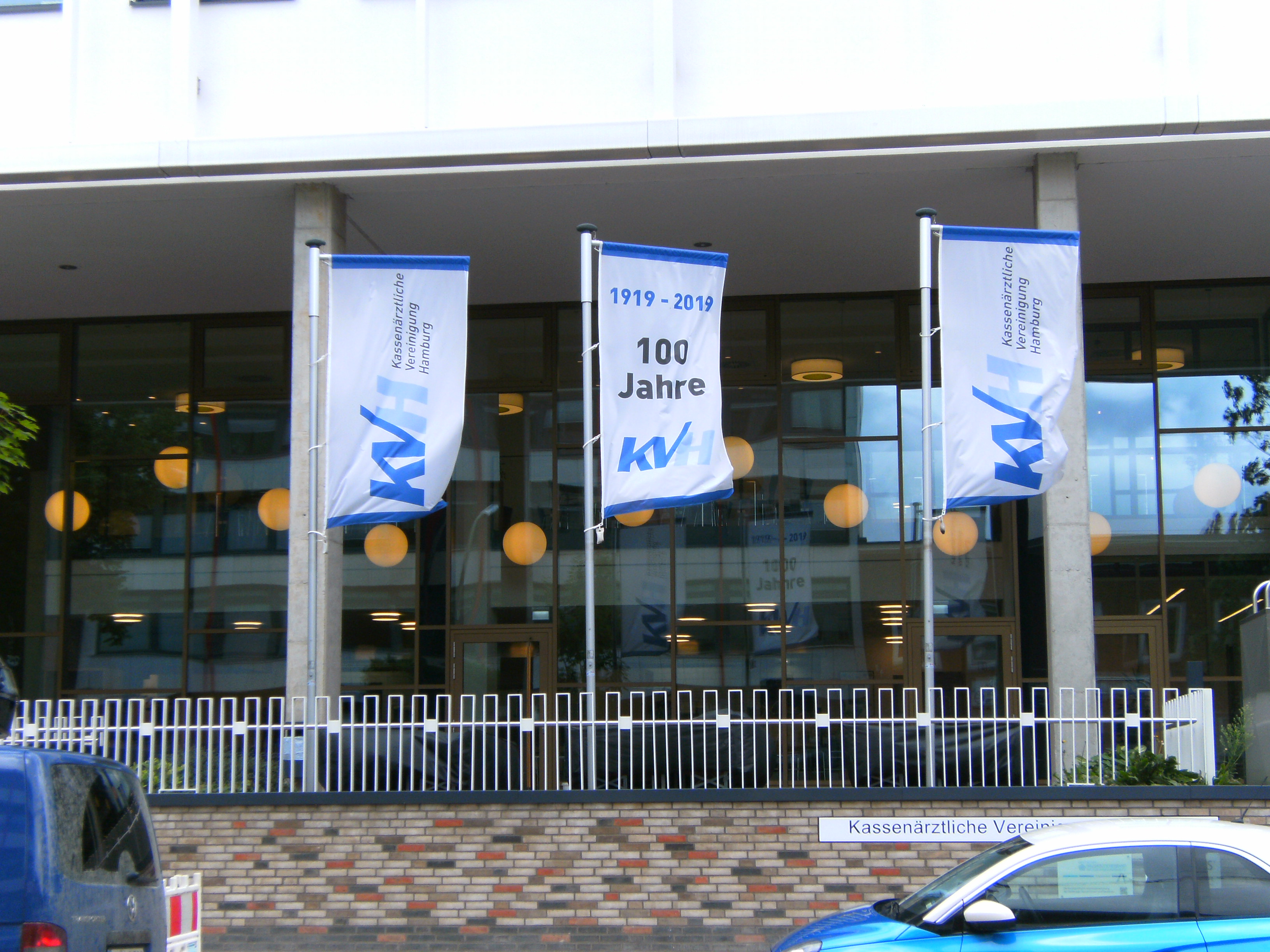
Hamburg, Humboldtstraße 56: Gebäude der Kassenärztlichen Vereinigung Hamburg, Neubau von 2017. Flaggen 100 Jahre KVH

Die Kassenärztliche Vereinigung hat ihren Ursprung im Hamburger Abkommen von 1919 der Vereinigung der Krankenkassenärzte Groß-Hamburgs mit den Krankenkassen. Im Jahr 1931 wurde die Kassenärztliche Vereinigung durch Brüningsche Notverordnung gesetzlich geregelt und bereits 1933 nach der Machtergreifung durch die Nationalsozialisten durch Berufsverbot für jüdische Ärzte faktisch aufgelöst. Ab 1948 gab es freie Wahlen durch die Hamburger Ärzteschaft. Standort war zunächst die Gurlittstraße 9/Ecke An der Alster 47, ab 1979 die Humboldtstraße. Im Jahr 1955 wurden die Kassenärztlichen Vereinigungen zu Körperschaften öffentlichen Rechts. Mit dem Gesundheitsstrukturgesetz wurden ärztliche Leistungen durch Budgets gedeckelt. Ab 1959 gab es die Versorgung durch Notfallärzte. Ab dem Jahr 1982 wurden Notfallpraxen eingerichtet. Später wurde die Notfallrufnummer 116117 eingeführt.

## Ärztehaus Hamburg der Kassenärztlichen Vereinigung Hamburg
Das erste Ärztehaus Hamburg der Kassenärztlichen Vereinigung Hamburg in der Humboldtstraße wurde von 1974 bis 1976 gebaut und von 1976 bis 2014 genutzt. Von 2014 bis 2015 wurde es wegen baulicher Mängel abgerissen. Im September 2017 wurde das neu errichtete Ärztehaus in der Humboldtstraße bezogen. Es verfügt über eine Tiefgarage im Untergeschoss, Vortragssäle im Erd- und Galeriegeschoss und die Verwaltungsabteilungen im 1.-5. Obergeschoss. Das Casino im Erd- und Galeriegeschoss ist für Besucher zugänglich.

## Mitgliedschaft
Alle zur vertragsärztlichen Tätigkeit zugelassenen Ärztinnen und Ärzte, ärztlichen und psychologischen Psychotherapeutinnen und -therapeuten sowie Kinder- und Jugendlichenpsychotherapeutinnen und -therapeuten sind Mitglieder ihrer Kassenärztlichen Vereinigung. Die Mitgliedschaft ist durch § 77 Abs. 5 SGB V gesetzlich begründet, so dass eine Pflichtmitgliedschaft besteht. Ein Austritt aus der Körperschaft ist daher immer auch zwangsläufig mit dem Verzicht auf die Zulassung zur vertragsärztlichen oder vertragspsychotherapeutischen Tätigkeit verbunden.

## Mitglieder und Mitarbeiter
Der Kassenärztlichen Vereinigung Hamburg gehören rund 5.700 Ärzte und Psychotherapeuten an. 
Vorsitzende waren/sind:
- 1919–1923: Julius Adam. Erster Vorsitzender der Vereinigung der Kassenärzte Groß-Hamburgs.
- Mai 1945–1954: Richard Fuchs (1882–1965), Vorsitzender der Kassenärztlichen Vereinigung
- 2013–2021: Walter Plassmann (* 1955), Vorstandsvorsitzender der KVHH[7]
- 2022–....: John Afful (* 1965), Vorstandsvorsitzender der KVHH

## Zentrale Aufgaben
Die Kassenärztliche Vereinigung hat folgende Aufgaben:
- Vertragshoheit mit den Krankenkassen
- Kontrolle der vertragsärztlichen und psychotherapeutischen Leistungen
- Ambulante vertragsärztliche und psychotherapeutische Versorgung der Patienten mit Notfalldienst
- Interessenvertretung
- Besetzung der Ausschüsse mit Ärzten und Vertretern der Krankenkassen

## Ärztlicher Notfalldienst
Außerhalb der ärztlichen Sprechzeiten wird zu Nachtzeiten und an Wochenenden die ambulante ärztliche Versorgung organisiert durch einen telefonischen ärztlichen Notfalldienst (Telefon 040 22 80 22 beziehungsweise 116117). Daraus kann sich ergeben eine telefonische Beratung, Besuch eines Arztes beim Patienten, Weiterleitung an die Rettungskräfte (Telefon 112), ambulante Versorgung in Notfallpraxen.

## Organisation

### Vertreterversammlung
Die Vertreterversammlung (VV) ist das oberste Selbstverwaltungsorgan der Kassenärztlichen Vereinigung Hamburg. Sie wird alle sechs Jahre wie ein Parlament demokratisch von den Mitgliedern der KVH gewählt. Mitglieder der VV können wahlberechtigte Hamburger Hausärzte, Fachärzte sowie Psychotherapeuten und ermächtigte Krankenhausärzte sein.

### Vorstand
Der Vorstand der KV Hamburg wird von der Vertreterversammlung gewählt. Der Vorstand führt die Geschäfte und vertritt die KV gerichtlich und außergerichtlich. Die Aufgaben des Vorstandes sind in der Satzung festgehalten.

### Gremien
Vertreterversammlung und Vorstand der Kassenärztlichen Vereinigung Hamburg werden von Ausschüssen und Kommissionen beraten und unterstützt. Das Sozialgesetzbuch V schreibt darüber hinaus auch die Einrichtung von Gremien der Gemeinsamen Selbstverwaltung vor. Diese Ausschüsse setzen sich paritätisch aus Vertretern der KV und der Krankenkassen zusammen. Hier werden Entscheidungen getroffen bzw. vorbereitet, die die Sicherstellung der vertragsärztlichen Versorgung betreffen, etwa bei der Zulassung oder bei der Wirtschaftlichkeitsprüfung.

## Logo KVH als Kunstwerk

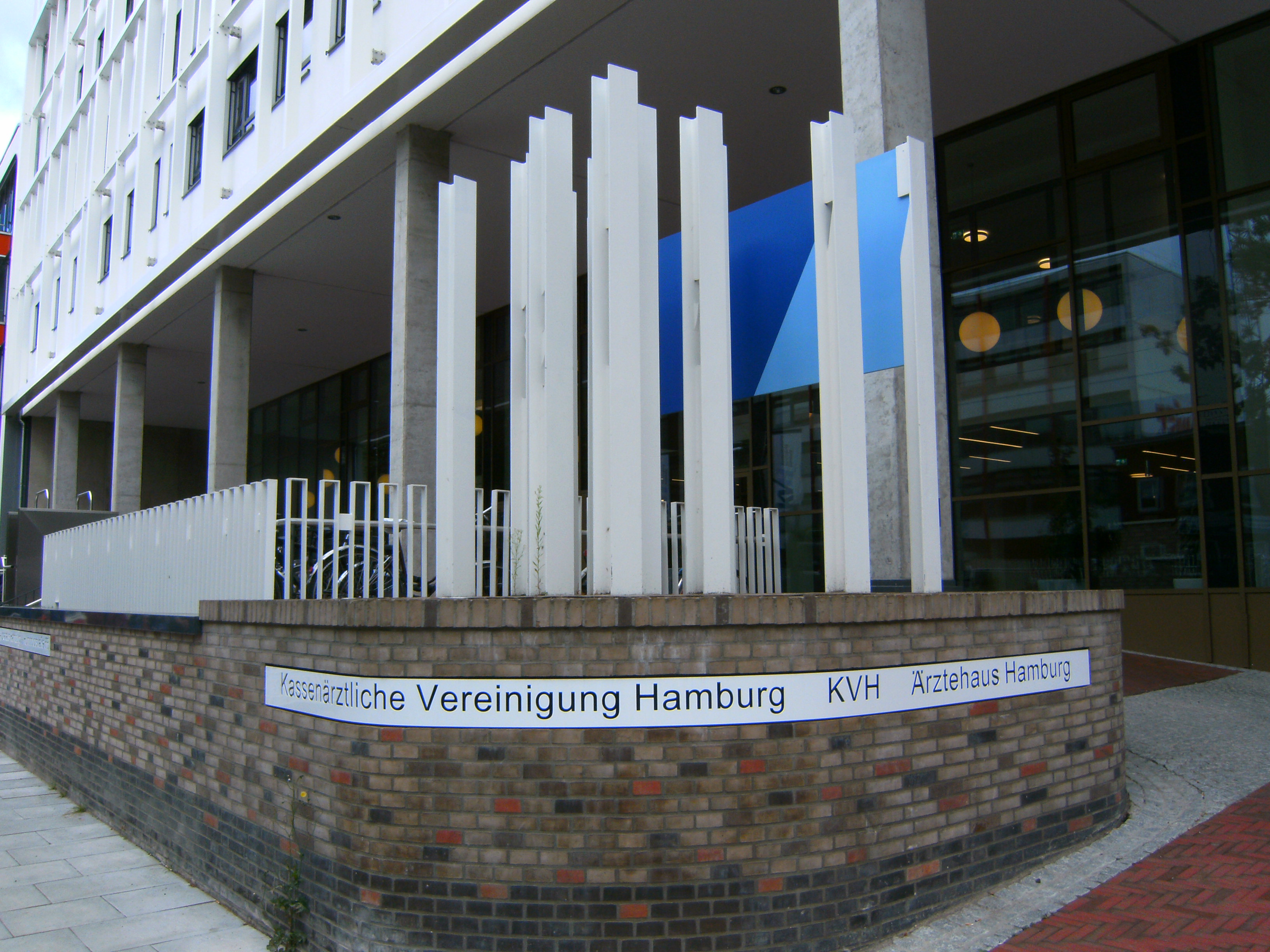
Hamburg, Humboldtstraße 56: Gebäude der Kassenärztlichen Vereinigung Hamburg, Neubau von 2017. Skulptur von Frank Rosenzweig

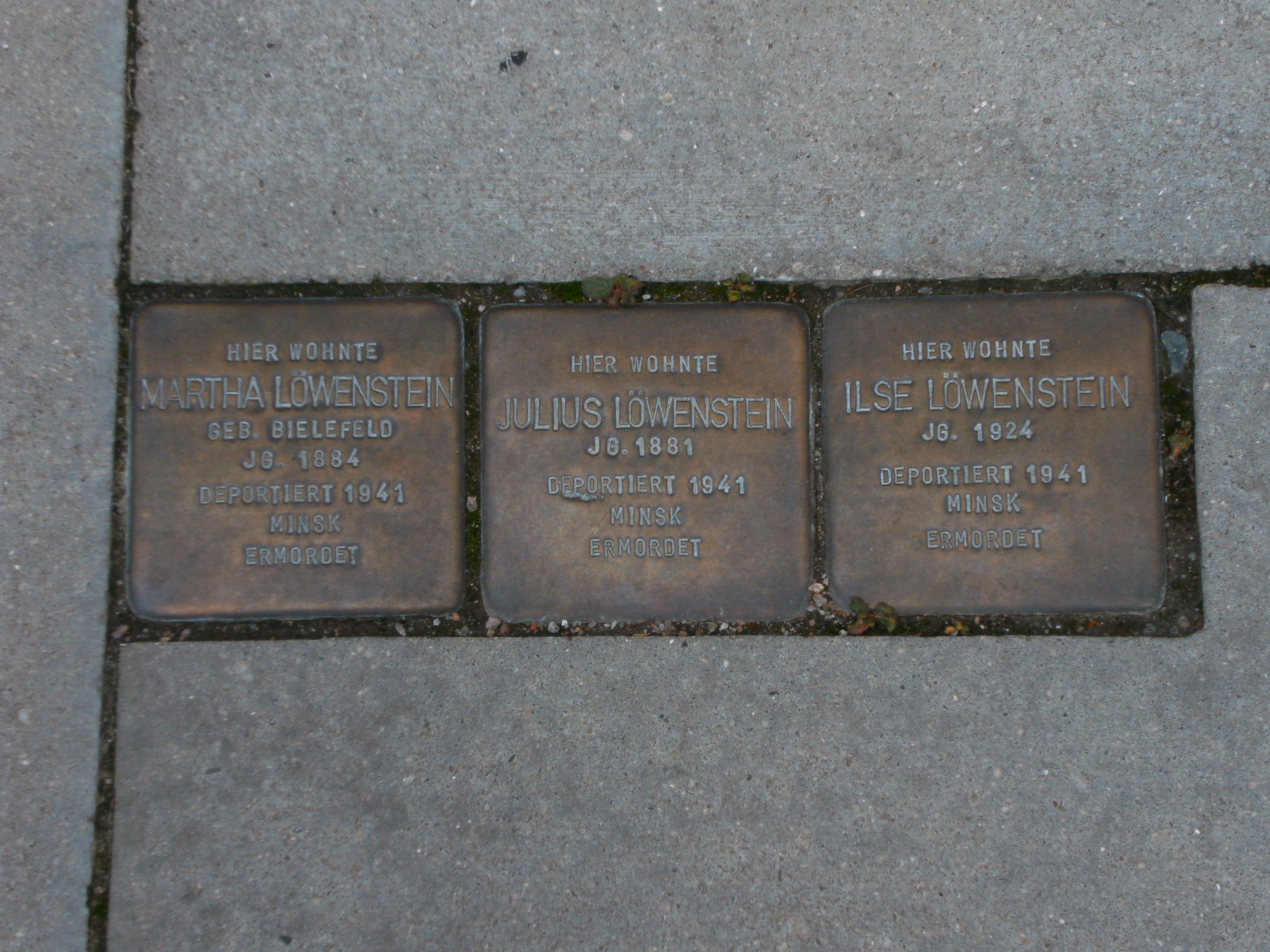
Hamburg, Humboldtstraße 56: Gebäude der Kassenärztlichen Vereinigung Hamburg, Neubau von 2017. Stolpersteine Löwenstein

Am seitlichen Eingang ist das Logo KVH künstlerisch in einer Skulptur des Künstlers Frank Rosenzweig mit 16 Stelen in Anlehnung an den Stab des Äskulap dargestellt. Durch Perspektivwechsel ist der blaue Schriftzug KVH als Hintergrundbild mehr oder weniger deutlich erkennbar.